# Yu-Kai Chou
Yu-Kai Chou   (Taipei, 9 de maig de 1986) és un empresari, escriptor i conferenciant taiwanès expert en ludificació.
Yu-Kai Chou va ser un pioner de la ludificació. Va crear el model que va batejar Octalysis, descrit al seu llibre Actionable Gamification: Beyond Points, Badges and Leaderboards. És fundador i president de l'Octalysis Group, que organitza conferències sobre la ludificació i motivació. Va treballar per a organitzacions com Google, Tesla, Universitat Stanford, LEGO, TEDx, SxSW, Gamified Índia, Huawei, el Centre d'Innovació a Dinamarca, el Regne de Bahrain, entre d'altres.
Va crear Octalysis Prime, la primera plataforma totalment interactiva en ludificació. Chou planteja que la ludificació anirà en augment en l'àmbit del màrqueting, en detriment de models i estratègies basades només en premis, promocions i regals. Els seus plantejaments, tanmateix, s'apliquen també a la societat civil, com en el cas del programa Food Heroes (Herois del menjar, en anglès), que en països asiàtics com la Xina, entre d'altres, compta amb la participació activa dels governs per encarar els reptes i problemes associats amb l'obesitat.

## Publicacions
- Actionable Gamification: Beyond Points, Badges and Leaderboards (2015)[2]

## Premis i reconeixements
- 2015: núm. 1 de la llista «Gamification Gurus Power 100» de RISE[6]
- 2014, 2015 i 2017: premi «Gamification Guru of the Year» del Congrés Mundial de Ludificació[7]
- 2017: núm. 1 de la llista «Industry Project in Gamification» del Congrés Europeu de Ludificació[5]
- 2017: reconeixement «Gamification Guru of the Year» del Congrés Europeu de Ludificació[5]